# Radek Wośko
Radek Wośko, właśc. Radosław Wośko (ur. 23 sierpnia 1984 w Szczecinie) – polski perkusista jazzowy, kompozytor i aranżer.

## Życiorys
Po ukończeniu Akademii Medycznej w Szczecinie (obecnie Pomorski Uniwersytet Medyczny) przeniósł się do Danii gdzie ukończył Syddansk Musikkonservatorium (dawniej Carl Nielsen Academy of Music) w Odense, uzyskując tytuł magistra w zakresie perkusji jazzowej i kompozycji, a następnie studia solistyczne Advanced Postgraduate Diploma na tejże uczelni.

## Działalność artystyczna

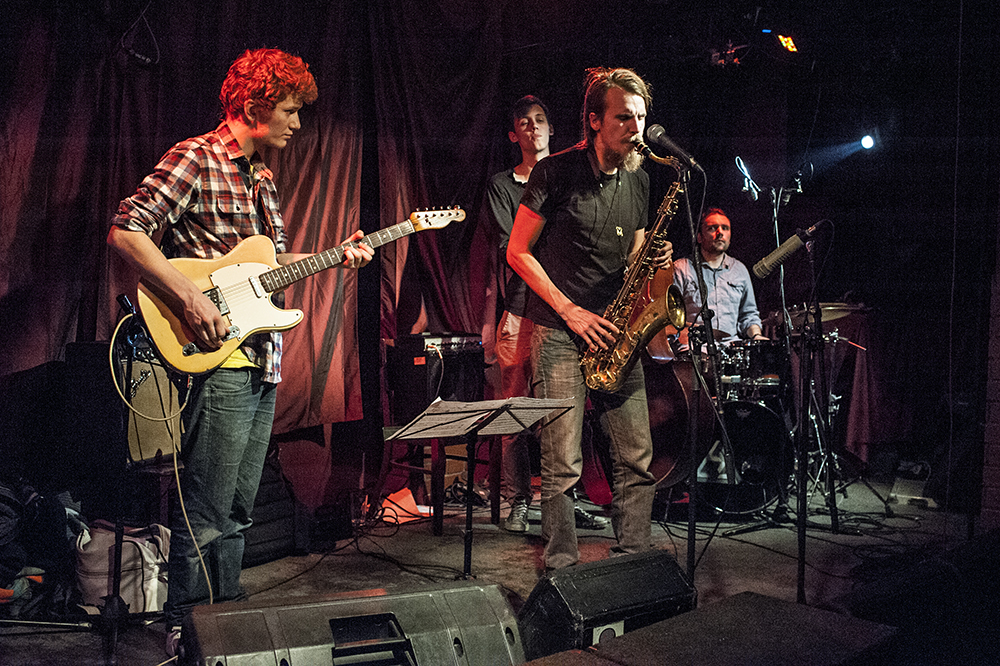
Entropy w klubie Tygmont, Warszawa - grudzień 2011.

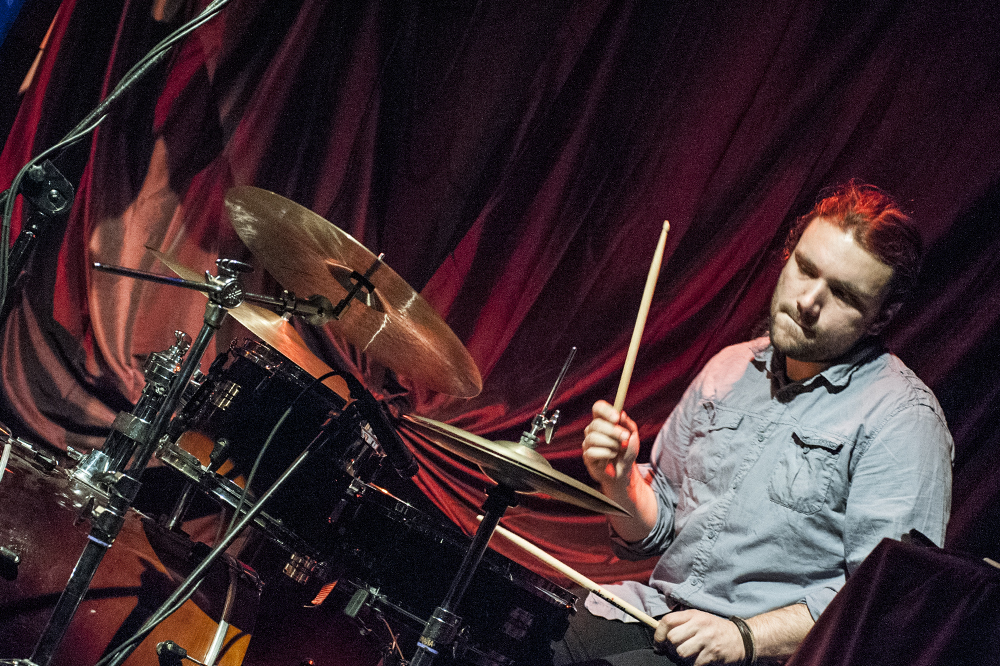
Duńsko-polski projekt Entropy - występ w warszawskim klubie jazzowym Tygmont - grudzień 2011.

Współpracował z następującymi artystami i zespołami, w ramach koncertów i nagrań studyjnych w Polsce, Danii, Szwecji, Norwegii, Niemczech, Wielkiej Brytanii, Austrii, Ghanie, Beninie, Kenii, Tanzanii, USA oraz Kanadzie: Tomasz Stańko, Gilad Hekselman, Karolina Śmietana, Malene Mortensen, Kasper Tranberg, Marek Kądziela, The Beat Freaks, Entropy, Sebastian Zawadzki.

## Dyskografia

### Jako lider
- 2015: Contouring (MultiKulti Project)[10]
- 2016: Atlantic (MultiKulti Project)[11]
- 2019: Surge (MultiKulti Project)[12]

### Nelle Trio (Karolina Śmietana/Stian Swensson/Radek Wośko)
- 2020: T R I B E (EastSea Records)[13]

### The Beat Freaks
- 2016: Leon (Gateway Music)[14]
- 2019: Stay Calm (AMS)[15]

### Tomasz Licak/Radek Wośko Quartet
- 2014: Entrails United (RecArt)[16]

### Zawadzki/Praśniewski/Wośko
- 2013: Tåge (MultiKulti Project)[17]

### Entropy (Buster Jensen/Andreas Bøttiger/Martin Buhl/Radek Wośko)
- 2013: Well, what do you know, it was fear after all... (Gateway Music)[18]

### Współpraca

#### Karolina Śmietana
- 2017: Illusion (RecArt)[19]

## Nagrody i wyróżnienia
- 2013: Grand Prix Jazz nad Odrą w 2013 (z zespołem Licak/Wośko Quartet)[20]
- 2016: Entreprenørskabsprisen (Duński Związek Muzyków DMF)[21]
- 2018: Laureat Stypendium Twórczego Miasta Szczecin[22]